# Universitat de Constantinoble
La universitat de Constantinoble, coneguda també amb el nom d'universitat del Palau de Magnaura (en grec : Πανδιδακτήριον της Μαγναύρας) és la denominació que agrupa les institucions d'ensenyament superior que van existir a la ciutat de Constantinoble durant el període bizantí, encara que no es pot dir que hi hagi hagut una continuïtat real, sinó més aviat successives refundacions en formes diverses. Es va fundar l'any 425 per l'emperador Teodosi II amb el nom de Pandidakterion (Πανδιδακτήριον).
Alguns erudits consideren que el Pandidakterion fou la primera universitat del món. No obstant, els centres d'ensenyament superior bizantins s'assemblen més a les escoles antigues que a l'estructura corporativa de les universitats medievals. De totes formes, el Dictionnaire encyclopédique du Moyen Âge identifica el Pandidakterion com una "institució universitària".

## Història

### Fundació
Hi havia un ensenyament superior a Constantinoble des del segle iv, encara que en aquella època els centres principals eren més aviat Alexandria, Antioquia i Atenes, i Beirut per al dret: Constantí havia fundat a la seva nova capital una biblioteca pública que tenia 120.000 volums al segle v, i Julià l'Apòstata en va afegir una altra. A partir del regnat de Constanci II, professors importants, patrocinats per l'emperador, exercien a la capital: Libani, Temisti, Euanti, Carisi... Mitjançant una Constitució del 27 de febrer de 425, l'emperador, l'emperador Teodosi II va organitzar un cos de 31 professors que va instal·lar al «Capitoli», un temple construït al segle iv segons el model del de Júpiter capitolí a Roma, però que estava cristianitzat, i es trobava a la vora del Philadelphion, la bifurcació de la Mese, l'artèria principal de la ciutat. Els professors d'aquest «Auditorium» tenien el monopoli de l'ensenyament en públic dins la ciutat (i estaven obligats d'abstenir-se de donar cap mena d'ensenyament privat); el seu nomenament era funció del Senat; dels 31, 10 eren gramàtics de llengua grega, 10 de llengua llatina, 5 rètors grecs, 3 de llatins, 1 filòsof grec i 2 juristes llatins. Aquest «Auditorium» del Capitoli encara funcionava a mitjans del segle vi sota Justinià; el mateix Justinià va desenvolupar l'ensenyament del dret, concentrat a la capital sobretot després de la destrucció de Beirut per un terratrèmol i un tsunami el 551; l'ensenyament jurídic sembla que es va instal·lar a la Basílica Imperial, prop del Palau.
Sota Heracli, Esteve d'Alexandria, que l'emperador havia fet venir a la capital, va ensenyar en un establiment anomenat el Πανδιδακτήριον; sembla que les classes en general, no sols les de dret, es feien llavors a la Basílica imperial. Però la mort del «professor ecumènic» (títol de significat discutit) va deixar Constantinoble sense ensenyament superior.

### Període trasbalsat
L'esdevenir de l'ensenyament durant els dos segles següents és molt incret. El patriarca Nicèfor, al seu Breviarium (escrit cap a 780), afirma que l'ensenyament «desapareixia» (ήφανίζετο) amb altres institucions durant la guerra civil dels anys 711-715. No obstant, l'existència d'homes instruïts al segle viii, i el funcionament ininterromput de l'Estat bizantí, demostren que algun tipus d'ensenyament superior es continuava donant a la capital. Sembla que a partir del segle viii almenys, i sens dubte abans, es donaven classes públiques en esglésies: sota el patriarcat de Tarasi (784-806), se'n feien a la catedral de Santa Sofia i en una església de Chalcoprateia; Antoni Kassymatas ensenyava gramàtica a l'església de Sant Teodor Ta Sphôrakiou abans d'accedir al patriarcat el 821. En aquella època també sembla que va viure el grammatikos Jordi Querobosc, del qual s'ha conservat un important material de classe.

### Renaixement macedoni
Lleó el Matemàtic, un dels iniciadors del «Renaixement» bizantí del segle ix, no va trobar, sembla, a la capital, durant els primers decennis del segle, ni ensenyament de bon nivell, ni biblioteca, per satisfer la seva set de coneixements. Després d'adquirir molts coneixements viatjant, va obrir, al seu retorn, una escola en una casa particular, i després, en atreure l'atenció de l'emperador Teòfil i el seu ministre Teoctist, el van instal·lar a l'església dels Quaranta Màrtirs, a la gran artèria de la Mese (entre 829 i 832 o 838 i 840 depenent de les fonts).
En una data indeterminada, però sens dubte entre 855 i 863, el cèsar Bardas va instal·lar Lleó i tres altres professors al palau de la Magnaura (una part del palau imperial) : Lleó ensenyava «filosofia» (és a dir que donava un ensenyament generalista), Teodor (o Sergi), un dels seus deixebles, geometria, Teodegi aritmètica i astronomia, i Komètas gramàtica. No sembla que s'hagi d'observar aquí la fundació d'una «universitat» oficial (que en tot cas seria de dimensions molt petites), sinó un simple acte de mecenatge per part de Bardas. No se sap que se'n va fer d'aquesta escola de Magnaura quan en van desaparèixer el patrocinador i els professors; però va deixar un gran record. Al segle x, Constantí VII Porfirogènit va tornar a instal·lar professors a la Magnaura, però no es pot dir en quina mesura va tenir continuïtat; per altra banda, encara que antics alumnes de la institució van arribar a ocupar funcions importants, no sembla que hagi tingut un caràcter oficial: es tractava, encara, d'un simple mecenatge imperial.
A Bizanci, l'ensenyament era un afer essencialment privat, fins i tot per als que estaven destinats a fer d'alts funcionaris. Els grammatikoi dels segles VIII i IX ensenyaven sobretot de forma isolada en locals privats; al segle x es van desenvolupar escoles col·lectives organitzades. El govern imperial i també el patriarcat atorgaven de vegades subvencions; quant als emperadors, mentre que alguns, com Constantí VII Porfirogènit, eren apassionats de la cultura i es rodejaven de «filòsofs» i de savis, d'altres, com el seu net Basili II, hi eren indiferents o hostils i no atorgaven cap suport. Però d'altra banda, diferents fonts dels segles IX i X demostren que les escoles estaven organitzades en corporació, i que per obrir-ne una calia demanar una llicència al col·legi professional, i després una confirmació del govern imperial: la distinció «públic»/«privat» no era gaire marcada en aquesta societat.
Cal parlar de l'ensenyament del dret abans de Constantí Monòmac. En l'època de Lleó VI el Filòsof, que va reformar aquest ensenyament, els professors de les escoles de dret formaven dues classes: els didaskaloi, encarregats de la cultura general (egkyklios paideusis) necessària per als futurs juristes, i els nomikoi, que ensenyaven dret; les dues categories formaven part jurídicament de la corporació dels notaris (taboularioi), i era el col·legi d'aquesta corporació qui triava els titulars de les càtedres, confirmats per l'eparca. Els notaris, vint-i-quatre en tota la ciutat, tenien el seu estudi, anomenat també «càtedra» (kathedra), dins de recintes d'esglésies, i les escoles de dret eren contigües a «càtedres» de notari. L'església dels Quaranta Màrtirs, per exemple, on Lleó el Matemàtic fou instal·lat per l'emperador Teòfil, tenia una «càtedra» de notari i una escola de dret, i després va conservar professors d'ensenyament general.
El 1045, l'emperador Constantí IX Monòmac va fundar una institució oficial que recordava l'«Auditorium» del segle v. Estava formada per dos departaments: un de dret, instal·lat al monestir de Sant Jordi de Màngana, i un de filosofia, instal·lat sens dubte a l'església de Sant Pere, annexe de Santa Sofia. Només es coneix amb precisió l'organització del primer: estava dirigit per un alt funcionari anomenat nomofílac («guardià de les lleis»), que era un càrrec vitalici, amb un pagament anual de 288 nomismata d'or, més una dotació en espècies (vestits de seda, etc.); l'ensenyament era gratuït, i al final dels seus estudis, els alumnes es convertien en advocats o notaris. L'altre departament, el director del qual s'anomenava «cònsol dels filòsofs», consistia de fet en dues càtedres magistrals, una de filosofia i una de gramàtica; proporcionava un ensenyament enciclopèdic organitzat segons el sistema del trívium i del quadrívium i basat essencialment en l'explicació dels textos antics i en exercicis retòrics. El primer nomofílac fou Joan Xifilí, el primer «cònsol dels filòsofs» Miquel Psel·los, i la càtedra de gramàtica era ocupada per Nicetes Bizantí. L'activitat del departament de filosofia fou aviat sospitosa per l'Església: Miquel Psel·los va haver de fer professió de fe el 1054, i al seu successor Joan Ítal li van prohibir d'ensenyar i el van tancar en un monestir el 1082. Després, la posició de «cònsol dels filòsofs» fou ocupada per Teodor d'Esmirna, personatge que apareix al Timarion; a partir del regnat de Manuel I Comnè, va ser atorgada sobretot a diaques de Santa Sofia.
Per altra banda hi ha una escola patriarcal clarament documentada a partir de finals del segle xi i durant tot el segle xii. Estava formada per un cos de dotze didascales que depenien del patriarca de Constantinoble i que ensenyaven en nom seu. Aquest cos va ser reglamentat per un edicte de l'emperador Aleix Comnè el 1107. Al cim de la jerarquia, tres d'aquests didascales s'encarregaven de l'exegesi de la santa Escriptura: eren el didascale dels Salms, el de l'Apòstol i, en primer lloc, el dels Evangelis. Els altres nou didascales, repartits en dos graus, no són tan ben coneguts. Els titulars d'aquestes càtedres eren lletrats eminents, especialment rètors, i se'n coneixen alguns que van ensenyar diferents disciplines profanes: Miquel Itàlic, que fou didascale dels Salms, després de l'Apòstol, i després de l'Evangeli, també va ensenyar aritmètica, geometria, astronomia, música, mecànica, òptica, medicina i filosofia. Però no se sap com s'articulaven aquests ensenyaments diversos. L'escola patriarcal tenia com a funcions alhora de formar els membres del clergat, d'instruir el poble, i de mantenir la ortodòxia. Segons el testimoni de Teodor Pròdrom, es distingia nítidament aquesta escola patriarcal de la institució imperial, els «filòsofs del senat», encara que alguns estudiants freqüentaven tots dos establiments.

### Època paleòloga
Aquestes institucions imperials i patriarcals van desaparèixer de la capital després de la conquesta llatina de 1204. Després de la recuperació de la ciutat per Miquel VIII Paleòleg, el 1261, l'ensenyament oficial fou restaurat pel Gran logoteta Jordi Acropolita, que fou deslliurat de les seves funcions administratives i nomenat professor de filosofia aristotèlica: en la modesta escola que va fundar, les classes estaven basades en la filosofia d'Aristòtil, la geometria d'Euclides i l'aritmètica de Nicòmac de Gèrasa.
Quant a l'escola patriarcal, fou reconstituïda el 1266 pel patriarca Germà III, que va posar com a director Manuel Holòbol. Aquest establiment va ser força important a partir de mitjans del segle xiv: fou dirigit a partir dels voltants de 1360, amb el títol de didaskalos tôn didaskalôn, per Teodor de Melitene (autor d'un important tractat d'astronomia), i a partir de 1407-1410, per Joan Cortasmè, amb el títol de katholikos didaskalos; però és possible que en aquesta última època les institucions imperial i patriarcal d'ensenyament s'haguessin fusionat de fet en el Xenó del Kral, mencionat més endavant.
Sota Andrònic II es va crear una «escol imperial» (Scholeion basilikon), anomenada també Mouseion per reminiscència de l'establiment d'Alexandria fundat per Ptolemeu I. Depenia del Gran logoteta Teodor Metoquita; el professorat es considerava que tenia un deure públic («litúrgia») que només es podia abandonar amb l'autorització de l'emperador; els ensenyants rebien alhora una assignació del govern i pagaments de les famílies dels seus alumnes, i l'ensenyament públic ja no era gratuït com al segle xi. No se sap si els ensenyaments estaven agrupats en un local específic, i és difícil de distingir a les fonts quines parlen del Mouseion i quines corresponen a escoles privades.
Manuel II, l'«emperador-filòsof», que va viatjar a Europa occidental i es va estar a París, va fundar a principis del segle xv una institució anomenada Katholikon Mouseion: s'havia instal·lat en un únic local que era un hospital fundat pel kral serbi Esteve Milutin a prop del monestir de Sant Joan Baptista de Petra (el Xenó del Kral); estava subordinada al senat, segons la tradició, i estava controlada, ja no pel Gran Logoteta, sinó per un dels quatre «jutges generals» creats per la reforma institucional d'Andrònic III; aquest responsable, per altra banda, podia ser també professor, com Jordi Scholarios sota Joan VIII, i Joan Argiropul sota Constantí Dragases; la rica biblioteca del monestir adjacent estava a disposició dels professors. Cal destacar la importància que van agafar a l'època els estudis mèdics, potser a causa del lloc on s'havia establert, i uns quants professors, com Jordi Crisococces, eren alhora rètors i metges. Dels alumnes d'aquesta institució, alguns dels quals van acabar establint-se a Itàlia, cal citar Basili Bessarió i Constantí Làscaris; el 1420, l'humanista italià Francesco Filelfo hi va anar a seguir les classes de Joan Crisolores (nebot del famós Manuel Crisolores).
El 29 de maig de 1453, Constantinoble és conquerida pels otomans. Aquests refunden la universitat l'endemà i es converteix en la universitat d'Istanbul (inicialment una escola alcorànica i teològica).